# توره هدمن
توره هدمن (انگلیسی: Ture Hedman؛ ۱۸ دسامبر ۱۸۹۵ – ۳ اوت ۱۹۵۰) ژیمناست هنری اهل سوئد بود.
وی در مسابقات کشوری و بین‌المللی در مجموع برندهٔ ۱ مدال طلا شده‌است.